# Casey Calvert

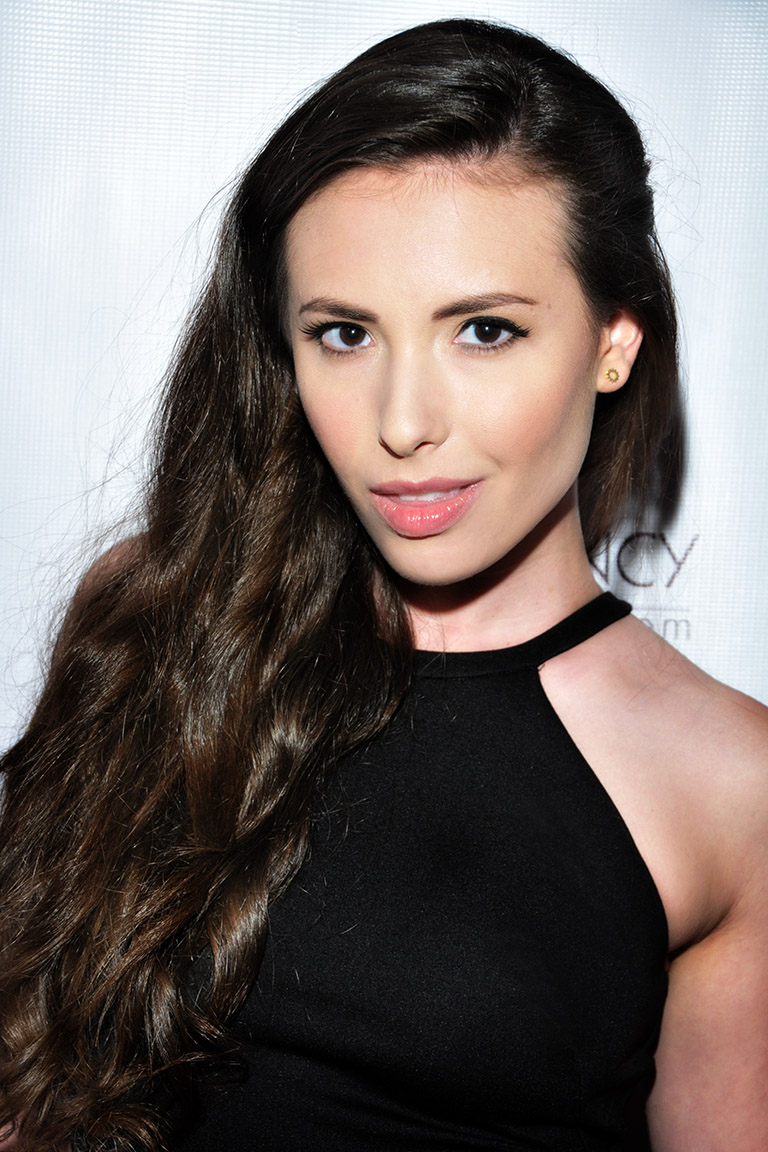
Casey Calvert bei den XRCO Awards 2015 in Hollywood

Casey Calvert (* 17. März 1990 in Baltimore als Sarah Michelle Goldberger) ist eine US-amerikanische Pornodarstellerin und -regisseurin.

## Privates
Geboren in Baltimore wuchs Calvert in Gainesville (Florida) auf. Sie wurde konservativ jüdisch erzogen und feierte eine Bat Mitzwa. Nach ihrem Highschool-Abschluss besuchte sie ab 2008 das College of Journalism and Communications der University of Florida, wo sie einen Bachelor-Abschluss in Telekommunikation/Produktion mit zwei Nebenfächern in Anthropologie und Zoologie erwarb.
Ihr Pseudonym als Pornodarstellerin wählte sie zu Ehren des dortigen Professors Clay Calvert, dessen Kurse zum Recht der Massenmedien sie besucht hatte. Erst durch seinen Unterricht hatte sie ihr bisheriges Missverständnis, dass Pornographie illegal sei, korrigieren können und widmete sich fortan ihrer Karriere. Der erste Bestandteil ihres Pseudonyms leite sich von den Initialen „K“ und „C“ in englischer Aussprache ab, mit denen die Vornamen eines nicht näher bekannten Verehrers begännen.
Calvert ist mit dem Pornoregisseur Eli Cross verheiratet, mit dem sie bereits seit 2013 zusammen ist.

## Karriere

### Darstellerin
2011 begann Calvert ihre Karriere zunächst als Nacktmodell, unter anderem für das Magazin Hustler. Ihre Karriere als Pornodarstellerin begann sie im November 2012 mit einer Szene für SexArt studio. 2014 wurde sie als Best New Starlet für den XRCO Award nominiert. Bald erweiterte sie ihr Œuvre um Filme aus dem BDSM- und Fetisch-Bereich, so etwa durch ihr Mitwirken bei Jessica Drake’s Guide to Wicked Sex: BDSM for Beginners oder durch wiederholte Zusammenarbeit mit Bobbi Starr. Frühzeitig erkannte sie das Potential von virtual reality; so ließ sie etwa 2018 einen Ganzkörperscan ihres Körpers anfertigen und für die Erstellung eines Avatars hochladen. Neben konventionellen Produktion größerer Studios erstellt Calvert auf Anfrage auch individuell gestaltete Videos auf Anfrage. Versuche, auch in nicht-pornographischen Filmen Fuß zu fassen, scheiterten, da Produzenten sie aufgrund ihrer Pornofilme nicht besetzen wollten.
Bislang (Stand 22. September 2024) spielte sie in weit über 1000 pornographischen Filmen mit, darunter ausgezeichnete Filme wie Teenage Lesbian und Nr. 17 der Reihe POV Pervert. Für ihre Rolle in Orgy Masters 8 erhielt sie zusammen mit Keisha Grey, Katrina Jade, Jojo Kiss, Goldie Rush, Lexington Steele, Prince Yahshua, und Rico Strong 2017 den AVN Award für die beste Gruppenszene.

### Regisseurin und Autorin

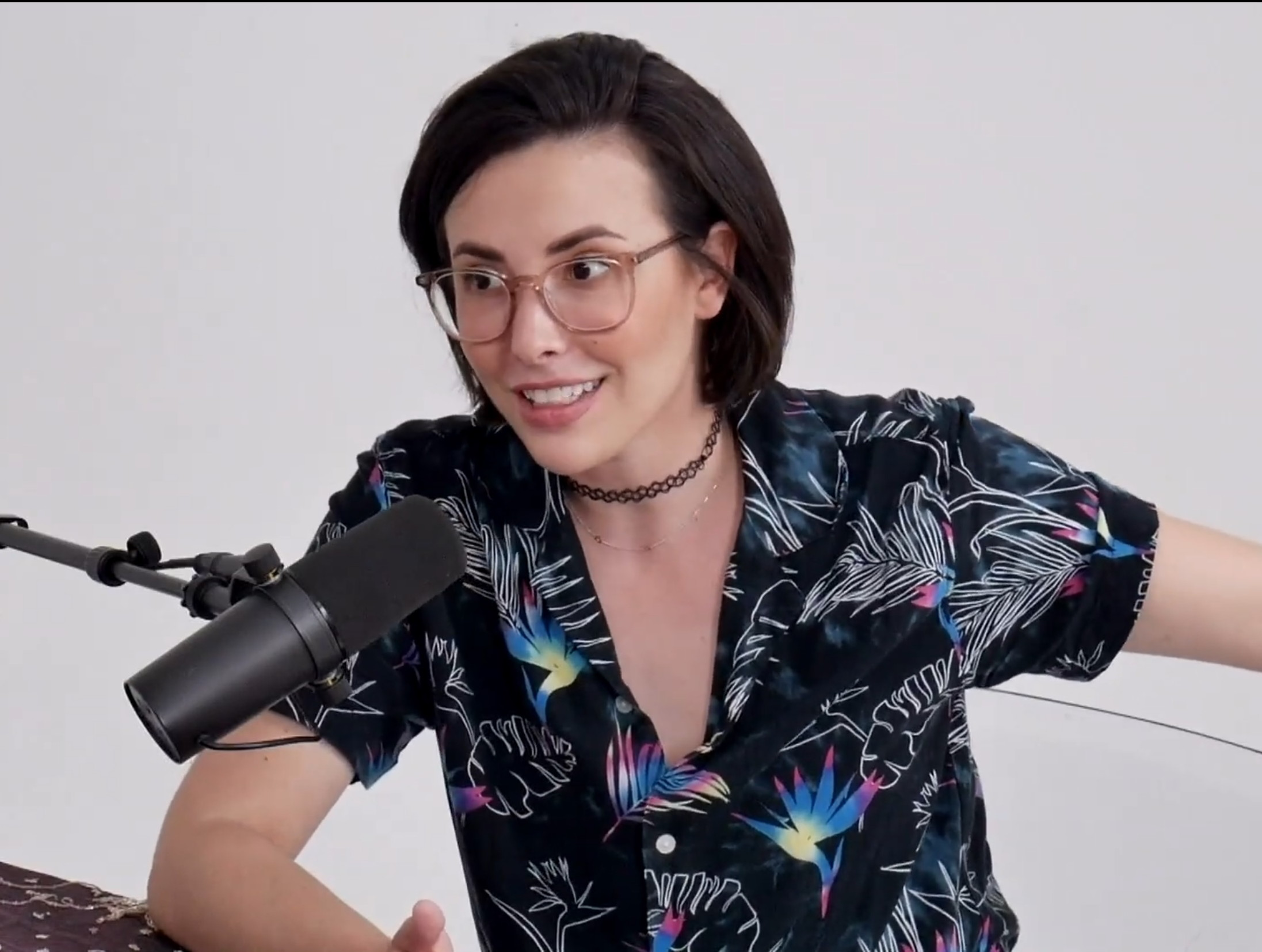
Interview von Calvert über ihre Regietätigkeit (2021).

2015 wurde Calvert von GameLink erstmals als Drehbuchautorin für eine BDSM-Szene engagiert. Daneben schrieb sie auch nicht-pornographische Beiträge und Essays über das Thema Pornographie für zahlreiche Onlinemagazine. 2019 wurde sie von Gamma Entertainment zusammen mit ihrem Ehemann für die Regie von Filmen für deren Adult Time platform engagiert. 
Ihr Regiedebüt gab sie mit der Serie Maid for Each Other. In The Starlet: A Casey Calvert Story trat Calvert in Personalunion als Darstellerin, Autorin und Casting-Direktorin auf. Außerdem führte sie 2019 Regie in dem Girlsway-Film Roleplay With Me mit Riley Reid und Aidra Fox. Es folgten zahlreiche weitere Filme unter ihrer Regie, die in der Branche auf große Anerkennung stießen. So wurden 2021 Cougar Queen: A Tiger King Parody in der Kategorie Comedy, 2024 Primary 3 in der Kategorie bestes Drehbuch und ebenfalls 2024 Muses: Kasey Kei in der Kategorie beste Trans One-on-One Sex Szene jeweils mit dem AVN Award ausgezeichnet. 2023 erhielt sie den XBIZ Award als beste Regisseurin sowie in der Kategorie bestes Drehbuch den Preis für Going Up. 2024 konnte sie die Auszeichnung als beste Regisseurin ebenfalls erhalten; für Primary 3 in der Kategorie bestes Drehbuch erhielt sie einen weiteren Award.

## Auszeichnungen
- 2015: XRCO Award als Unsung Siren
- 2017: AVN Award in der Kategorie Best Group Sex Scene für Orgy Masters 8 (zusammen mit Keisha Grey, Katrina Jade, Jojo Kiss, Goldie Rush, Lexington Steele, Prince Yahshua, Rico Strong)[11]
- 2018: XRCO Award als Unsung Siren
- 2021: AVN Award als Best Director – Comedy für Cougar Queen: A Tiger King Parody (geteilt mit Eli Cross)[12]
- 2021: XRCO Award als Best Director (Parody) (geteilt mit Eli Cross)
- 2023: XBIZ Award als Director of the Year — Feature für Primary 3
- 2023: XBIZ Award in der Kategorie Best Screenplay für Going Up (zusammen mit Mark Logan)
- 2024: XBIZ Award als Director of the Year — Individual Work für Primary 3
- 2024: XBIZ Award in der Kategorie Best Screenplay für Primary 3 (zusammen mit Mark Logan)
- 2024: AVN Award in der Kategorie Best Screenplay – Movie or Limited Series für Primary 3 (zusammen mit Mark Logan)[13]
- 2025: AVN Award als Best Leading Actress für Birth[14]

## Filmografie (Auswahl)

### Darstellerin
- 2014: POV Pervert 17
- 2016: Orgy Masters 8
- 2019: Teenage Lesbian
- 2023: Primary 3
- 2024: Birth
- 2024: Broken Butterfly: The Perfect Shade of Blu

### Regisseurin
- 2020: Cougar Queen: A Tiger King Parody
- 2022: Going Up
- 2023: Primary 3